# ナッシン・ファンシー
『ナッシン・ファンシー』（Nuthin' Fancy）は、アメリカ合衆国のロック・バンド、レーナード・スキナードが1975年に発表した3作目のスタジオ・アルバム。
日本盤は、当初『ロック魂』というタイトルでLPが発売されたが、後にCD化されて以降は『ナッシン・ファンシー』とされている。

## 背景
ボブ・バーンズの脱退に伴い、新ドラマーのアーティマス・パイルを迎えて制作された。アルバムの大部分は1975年1月にレコーディングされたが、「サタデイ・ナイト・スペシャル」は1974年8月の時点でレコーディングされていた曲である。
前2作に引き続きアル・クーパーがプロデュースしたが、本作の制作時にバンドとクーパーの対立が深まり、アルバムの完成から間もなく決別した。アレン・コリンズは1975年当時、この件に関して「彼（クーパー）はグランド・ファンクの曲のようなアイディアを押し付けた。俺達はそんなの嫌だって言ってやったよ」「彼を悪く言うつもりはないけど、俺達は二度と彼を使わない」と語っている。
本作リリース後の1975年5月26日、エド・キングがバンドを脱退。キングは後のインタビューにおいて、当時バンドと契約した新マネージャーがロニー・ヴァン・ザントにしか興味を持たず、バンド全体のことを分かっていなかったと語っている。ただし、キングは1987年の再結成には参加した。なお、本作のリマスターCDには、キング在籍時の1975年4月27日に録音されたライヴ音源2曲がボーナス・トラックとして追加されている。

## 反響・評価
本作は母国アメリカのBillboard 200で9位に達し、自身初の全米トップ10アルバムとなった。1975年6月にはRIAAによってゴールドディスクに認定され、1987年7月にはプラチナ認定を受けている。また、シングル・カットされた「サタデイ・ナイト・スペシャル」はBillboard Hot 100で27位を記録。
イギリスでは1975年5月3日付の全英アルバムチャートで43位を記録し、自身初の全英チャート入りを果たした。
Stephen Thomas Erlewineはオールミュージックにおいて5点満点中3点を付け「以前の作品とこのレコードの最も大きな違いとして、バンドがツアーを通じてヘヴィさやハードさを増し、1970年代中期のヘヴィ・アルバム・ロック・バンドと同傾向になったことが挙げられる」「収録された8曲のうちの多くは、ロニー・ヴァン・ザントがなおも絶好調だということを示している」と評している。

## 収録曲
1. サタデイ・ナイト・スペシャル - "Saturday Night Special" (Ed King, Ronnie Van Zant) - 5:09
2. チーティン・ウーマン - "Cheatin' Woman" (Gary Rossington, R. Van Zant, Al Kooper) - 4:39
3. レイルロード・ソング - "Railroad Song" (E. King, R. Van Zant) - 4:15
4. アイム・ア・カントリー・ボーイ - "I'm a Country Boy" (Allen Collins, R. Van Zant) - 4:26
5. オン・ザ・ハント - "On the Hunt" (A. Collins, R. Van Zant) - 5:28
6. アム・アイ・ルージン - "Am I Losin'" (G. Rossington, R. Van Zant) - 4:35
7. メイド・イン・ザ・シェイド - "Made in the Shade" (R. Van Zant) - 4:40
8. ウィスキー・ロック・ア・ローラー - "Whiskey Rock-a-Roller" (E. King, R. Van Zant, Billy Powell) - 4:20

### リマスターCDボーナス・トラック
1. レイルロード・ソング（ライヴ） - "Railroad Song (Live)" (E. King, R. Van Zant) - 5:27
2. オン・ザ・ハント（ライヴ） - "On the Hunt (Live)" (A. Collins, R. Van Zant) - 6:09

## 参加ミュージシャン
- ロニー・ヴァン・ザント - ボーカル
- ゲイリー・ロッシントン - ギター
- アレン・コリンズ - ギター
- エド・キング - ギター
- ビリー・パウエル - キーボード、ピアノ
- レオン・ウィルクソン - ベース、バッキング・ボーカル
- アーティマス・パイル - ドラムス、パーカッション、タンブリン

アディショナル・ミュージシャン
- アル・クーパー - モーグ・シンセサイザー(#1)、オルガン(#2, #3)、バッキング・ボーカル(#3, #6, #8)、パーカッション(#4)、ピアノ(#7)
- ジミー・ホール - ハーモニカ(#3, #7)
- ボビー・ホール - パーカッション(#3)
- バリー・ハーウッド - マンドリン(#7)、ドブロ・ギター(#7)
- デイヴィッド・フォスター - ピアノ(#8)